# سیتروئن سی۳ ایرکراس
سیتروئن سی۳ ایرکراس نامی است که به دو اس‌یووی ساخت سیتروئن به‌کار می‌رود. نخست، نسخه برزیلی مینی‌ون سیتروئن سی۳ پیکاسو و دوم اس‌یووی شهری ارائه‌شده برای جایگزینی سیتروئن سی۳ پیکاسو در اروپا.

## نگارخانه

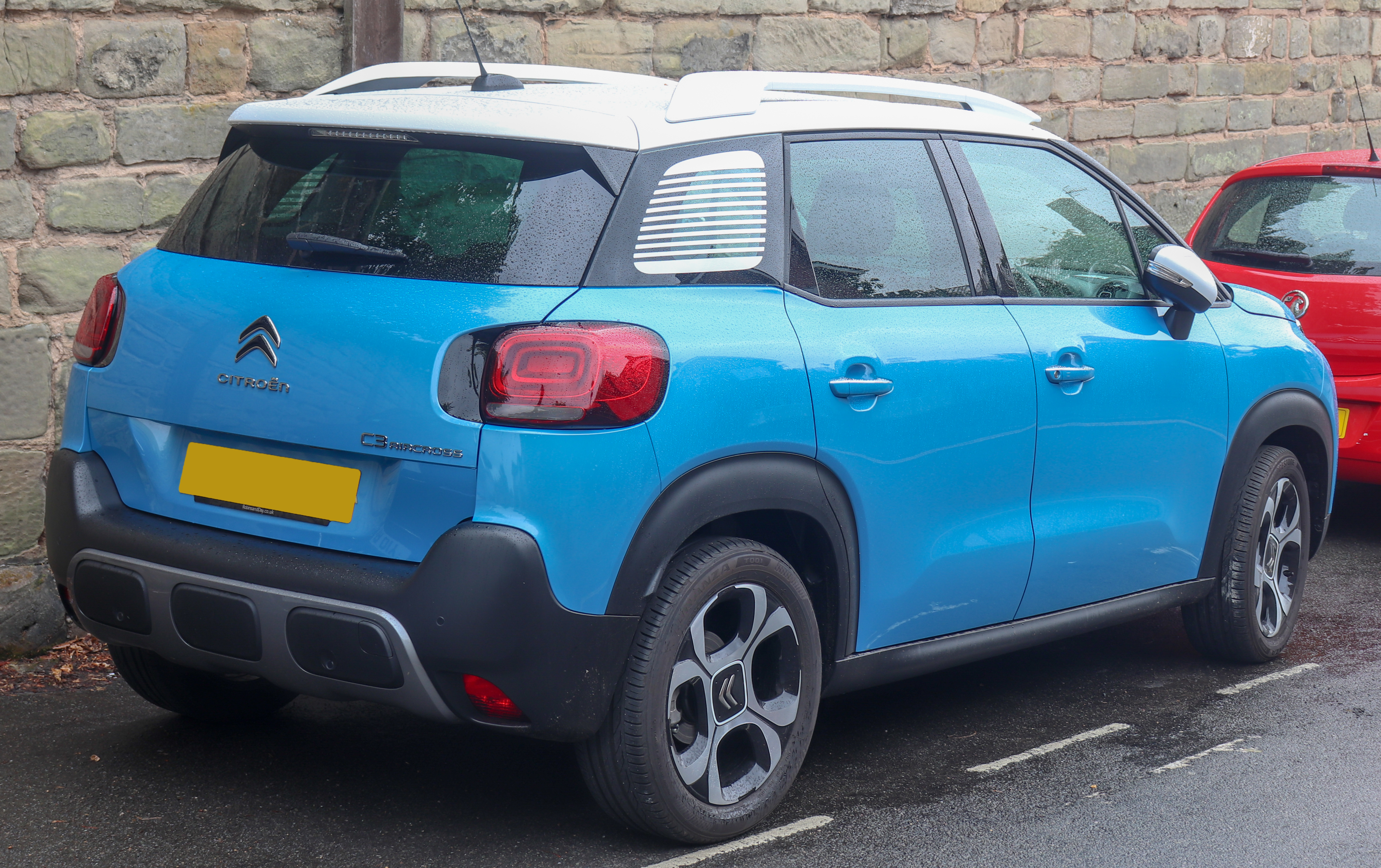
نمای پشت
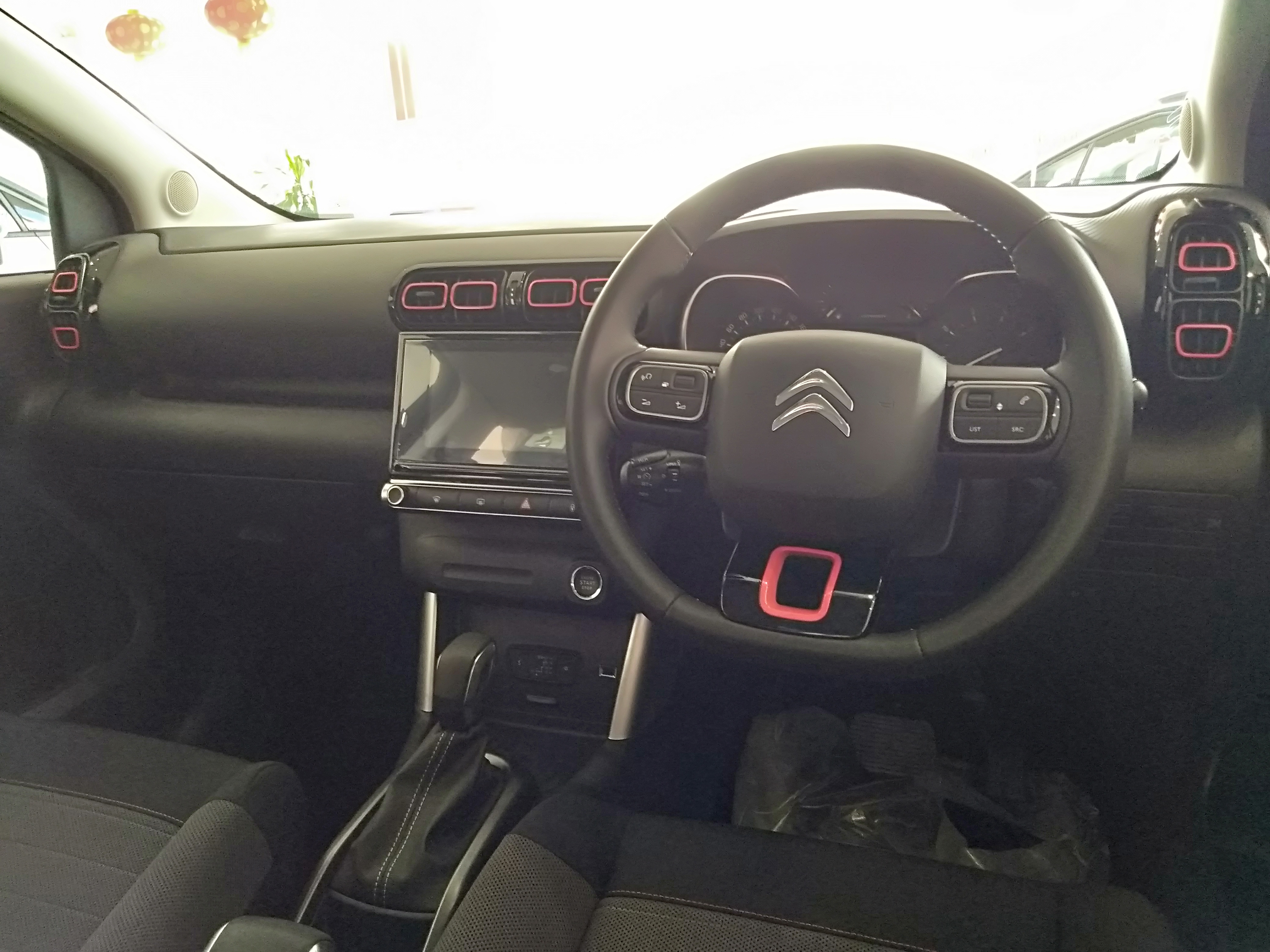
نمای درونی